# Marco Rettani
Marco Rettani (Voghera, 6 agosto 1963) è un produttore discografico, scrittore e paroliere italiano. È il fondatore dell'etichetta Dischi dei sognatori.

## Biografia

### Attività di autore
Ha composto canzoni per Patty Pravo con il brano Un po' come la vita cantato in duetto con Briga partecipa alla 69ª edizione del Festival di Sanremo, Laura Pausini (Il coraggio di andare disco d’oro in duetto con Biagio Antonacci singolo estratto dall’album della Pausini Fatti Sentire vincitore nel 2018 del Latin Grammy Awards come Best Latin album,)Alessandra Amoroso, Valerio Scanu, Tony Maiello, Noemi, Bianca Atzei, Arisa, Mietta, Francesco Renga, Orietta Berti, Marcella Bella, Le Deva (Disco d’Oro con l’amore merita),, Lola Ponce, Marco Carta, Matteo Faustini che con il brano Nel bene e nel male partecipa alla 70ª edizione del Festival di Sanremo, Nomadi, Michele Zarrillo, Silvia Salemi, GionnyScandal (due dischi d’oro: Per sempre e Solo te e me), Francesca Miola che con il brano Amarsi non serve partecipa al Sanremo Giovani nel dicembre 2018, I Desideri e per altri artisti italiani del talent show Amici di Maria De Filippi.
Riconquista il palco del 71º Festival di Sanremo come coautore del brano Quando ti sei innamorato insieme a Francesco Boccia e Ciro Esposito per la cantante e personaggio televisivo Orietta Berti. Nel settembre 2021 vince il premio Gianni Ravera nella categoria autori assieme a Al Bano, Diodato e i Nomadi. Nella seconda parte del 2021 collabora con l'amico Vittorio De Scalzi (già leader dei New Trolls) alla scrittura del singolo Quelle navi che sarà presentato in anteprima al Premio Tenco 2021, e che verrà pubblicato come singolo a dicembre. Nel dicembre 2021 collabora alla scrittura del nuovo singolo di Orietta Berti dal titolo Luna Piena che sarà presentato alla serata finale della 72ª edizione del Festival di Sanremo, in qualità di super ospite. Nel febbraio del 2022 partecipa come autore e discografico alla prima edizione del concorso canoro Una voce per San Marino valevole per la qualificazione al Eurovision Song Contest, con il brano L'ultima parola presentato da Matteo Faustini classificandosi al quinto posto. In occasione dell'uscita del nuovo album di Bianca Atzei, il 29 aprile del 2022, intitolato Veronica, Marco firma tre brani inediti: Le stelle in duetto con Arisa, La televisione in duetto con Briga e Videogames. Nell'estate del 2022 firma i singoli Giuragiuda di Le Deva, sesso romantico di Marco Carta, noi contro di noi di Silvia Salemi, per Matteo Faustini 3 livelli e Pocahontas per Federica Marinari.
Il 31 agosto viene premiato al Minturno Musica Estate 2022 con il Premio speciale Minturno d’Autore 2022. Nel novembre 2022 partecipa come autore e produttore al festival internazionale Kënga Magjike vincendo con il gruppo Le Deva il premio come best international, con la canzone Giura Giuda.. A dicembre dopo la vittoria del concorso di Area Sanremo si aggiudica la finale di Sanremo Giovani 2022 producendo e scrivendo il pezzo Tua Amelie presentata dall'artista esordiente Noor. Nell’autunno 2022 scrive insieme a Marco Carta la ballata romantica forse non mi basti più presentata in concorso al prestigioso festival internazionale Albanese Kënga Magjike e portata in varie varie trasmissioni televisive del circuito nazionale tra cui Telethon su Rai 2 il 16 di dicembre.
Nel 2023 collabora con la  Starpoint International realizzando il progetto che vedrà l’esordio al Festival di Sanremo de I Cugini di Campagna,  con il brano Lettera 22 (che arriverà al 21º posto in classifica).
Nel febbraio 2023 partecipa alla kermesse musicale Una voce per San Marino (valevole per la conquista di un posto per l'Eurovision Song Contest in rappresentanza della Repubblica di San Marino) presentando il pezzo Fiori su Marte (firmato da Verdiana Zangaro, Marcio e Marco Rettani)  eseguito dal gruppo italiano Le Deva, che si classificherà al secondo posto della competizione aggiudicandosi l’ambito premio attribuito dall'OGAE Italy per il brano più eurovisivo in concorso. Nel mese di giugno si aggiudica il premio letterario Gianni Ravera, "una canzone per sempre", con il libro Canzoni nel cassetto, edito da Volo libero Per l'estate '23 firma i singoli per Marco Carta, Supernova, per Silvia Salemi, Faro di notte, e per Kimono,  Tempesta.
Nel mese di ottobre partecipa come produttore e discografico con le artiste Kimono e Noor alla finale internazionale del New York canta 2023, festival statunitense di musica italiana, tenutasi come di consueto presso lo Oceana Theatre di Brooklyn; aggiudicandosi il primo posto con il pezzo In ostaggio interpretato dall’artista vincitrice di X Factor 2019: Kimono (firmando il pezzo vincente insieme alla stessa Kimono e al produttore Maestro).
Nel dicembre 2023 pubblica con la Bussola editore il suo sesto libro scritto a quattro mani con l’amico e giornalista Nico Donvito dal titolo “Ho vinto il Festival di Sanremo” , prefazione a cura di Amadeus. 
In occasione della stagione estiva 2024 firma i nuovi singoli di: Mietta (Bang), Marco Carta (Voragine), Le Deva (Amore Stop), Noor (Astronave) e il nuovo Album di Silvia Salemi intitolato “23 ore” (firmando i tre singoli di lancio del progetto: Amore Eterno, Fiori nei Jeans e Animali Umani).
Nel giugno del 2024 nell’ambito della 
rassegna annuale dedicata a Gianni Ravera “una canzone è per sempre” gli viene consegnato direttamente dalle mani di Carlo Conti  (neo nominato direttore artistico del Festival di Sanremo per l’edizione 2024 e 2025) il “Premio speciale Gianni Ravera” per “ l’impegno svolto nei confronti della divulgazione storica del Festival di Sanremo”.
Nel mese di agosto il suo libro Ho vinto il festival di Sanremo (edito da La bussola) vince il premio letterario:“ Minturno musica e letteratura 2024” assegnato dalla città di Minturno nell’ambito della consolidata e prestigiosa rassegna festivaliera estiva.
Nell’ottobre dello stesso anno firma e produce l’uscita del singolo di Lola Ponce: “stelle cadenti” (firmato da Lola Ponce, Marco Rettani, Tony Maiello, Kikko Palmosi e Sabatino Salvati per l’etichetta discografica: Dischi dei sognatori); che sancisce il ritorno alla discografia di Lola Ponce con la versione spagnola del pezzo:Estrellas fugaces.
Nel 2025 pubblica una riedizione speciale in celebrazione del 75° anno del Festival, Ho vinto il Festival di Sanremo aggiornato con capitoli di nuovi vincitori, con la prefazione di Carlo Conti e Pippo Baudo.
Nel febbraio 2025 partecipa  per la settima volta come autore al Festival di Sanremo firmando il pezzo in gara di Marcella Bella: Pelle diamante, scritta assieme a Bella, Rettani, Cirenga, Simoncini, classificatosi all’ultimo posto.
Il 22 febbraio presenta insieme a Beppe Carletti dei Nomadi nella cornice dell’evento annuale Nomadi Incontro a Novellara, il nuovo libro biografico: Soldi in tasca non ne ho… ma lassù mi è rimasto Dio; scritto e firmato  insieme a Beppe Carletti per l’Editore: Azzurra Music. 
Nel marzo 2025 partecipa alla manifestazione musicale San Marino Song Contest 2025 firmando i pezzi in gara di Marco Carta Solo fantasia e di Silvia Salemi Coralli.

### Altre attività
Marco Rettani fonda nel 2013 il Museo dei Sognatori associazione culturale,  organizzatrice di importanti mostre di arte contemporanea tra cui quella itinerante di Andy Warhol - “Vetrine”.
Nel 2014 costituisce l’etichetta discografica Dischi dei sognatori con la quale produce nel corso del tempo l’album Red di Patty Pravo, l’album Figli delle favole di Matteo Faustini, il singolo Amarsi non serve di Francesca Miola, il singolo Domenica da Ikea di Marco Carta, l’album  “4”  di Le Deva, il singolo di Giulia Luzi Prescindere da te.
I singoli di Silvia Salemi I sogni nelle tasche e Noi contro di noi, i singoli di Marco Carta Sesso romantico e Forse non mi basti più , i singoli de Le Deva Giuragiuda e Fiori su Marte, il singolo di Noor Tua Amelie finalista del Sanremo giovani 2022, il singolo di Francesca Miola Non so più l’amore e pubblica nel dicembre 2022 il secondo album del cantautore Matteo Faustini Condivivere.
È un collezionista d'arte e presta le proprie opere per importanti mostre internazionali, tra cui Villa Reale a Monza, Montreux, Basilea e nel 2023 con una retrospettiva su Andy Warhol per il museo MAGA di Gallarate e successivamente per la Galleria nazionale della Repubblica di San Marino, dal titolo Serial Identity

## Libri
Nel 2013 pubblica il primo romanzo La figlia di Dio, ambientato a Roma dove si intrecciano due storie di d'amore a distanza di cinque secoli. Edito da Silvana Editore.
Nel 2015 pubblica con Arnoldo Mondadori Editore il romanzo Non lasciarmi mai sola.
Nel 2018 pubblica Questi sono i Nomadi e io sono Beppe Carletti (Mondadori), scritto con Beppe Carletti.
Nel 2019 per Baldini & Castoldi collabora firmando insieme a Marco Carta la biografia dell’artista Libero di amare.
Nel 2022 pubblica Canzoni nel cassetto, scritto assieme al giornalista Nico Donvito per l'editore Vololibero. Vincitore del premio letterario Gianni Ravera 2023.
Nel 2023 pubblica firmando a quattro mani con lo scrittore Nico Donvito e con l’introduzione a cura di Amadeus dal titolo Ho vinto il festival di Sanremo edito da La Bussola, dove Marco e Nico incontrano 30 artisti vincitori del festival di Sanremo nel corso delle 74 edizioni, tipo Diodato, Ermal Meta, Francesco Gabbani, Stadio, Valerio Scanu, Marco Carta, Simone Cristicchi, Marco Masini, Alexa, Matia Bazar, Jalisse, Ricchi e Poveri, Fausto Leali, Ricchi e Poveri, Tony Renis, Bobby Solo, Riccardo Cocciante, i Pooh, e tanti altri. Il nuovo libro recensito da importanti testate giornalistiche è stato presentato nel corso della 74ª edizione del Festival di Sanremo in tutti i canali istituzionali presenti alla manifestazione: Casa Sanremo, Casa SIAE , nuovo IMAIE e su tutti i canali RAI attivi ed in supporto alla kermesse.
Nel 2025 esce una riedizione speciale in celebrazione del 75º anno del Festival, Ho vinto il Festival di Sanremo aggiornato con capitoli di nuovi vincitori, con la prefazione di Carlo Conti e Pippo Baudo.
Nel Marzo del 2025 pubblica per l’Editore Azzurra Music la nuova biografia di Beppe Carletti: 
Soldi in tasca non ne ho… ma lassù mi è rimasto Dio;  firmando insieme al leader e fondatore dei Nomadi un nuovo racconto biografico sulla storia della Band più longeva del Paese.

## Collaborazioni autorali e produzioni principali
- 2014 – Nel nome del Padre / En nombre del Padre  (versione spagnola) – Tiziana Sinagra (Singolo)
- 2016 – L'amore merita – Le Deva (Singolo)
- 2016 – L'origine – Le Deva (Singolo)
- 2017 – Vivo nel mondo – Michele Zarrillo
- 2017 – La ragazza corre – Michele Zarrillo
- 2017 – In alto – Tony Maiello (Singolo)
- 2017 – Il mio funky – Tony Maiello (Singolo)
- 2017 – Non passa mai – Francesco Renga
- 2017 – Un'altra idea – Le Deva (Singolo)
- 2017 – Va tutto bene – Giulia Pratelli (Singolo)
- 2017 – L'amore ai tempi dello swing – Piji (Singolo)
- 2017 – Semplicemente io e te – Le Deva (Singolo)
- 2017 – Grazie a te – Le Deva (Singolo)
- 2017 – Decadenza – Nomadi (Singolo)
- 2017 – Ti porto a vivere – Nomadi (Singolo)
- 2017 – Europa – Nomadi
- 2017 – Calimocho – Nomadi
- 2017 – Io Sarò – Nomadi
- 2018 – Un giorno eccezionale – Noemi
- 2018 – Love Goodbye – Noemi
- 2018 – Sei la mia vita – Noemi
- 2018 – Ali di carta – Nicolas Bonazzi (Singolo)
- 2018 – Per sempre – GionnyScandal feat Giulia Jean (Singolo)
- 2018 – Il coraggio di andare – Laura Pausini (Singolo)
- 2018 – El valor de seguir adelante – Laura Pausini (Singolo)
- 2018 – Il coraggio di andare – Laura Pausini e Biagio Antonacci (Singolo)
- 2018 – El valor de seguir adelante – Laura Pausini e Biagio Antonacci (Singolo)
- 2018 – Amy Lee – Tony Maiello
- 2018 – Il posto più bello – GionnyScandal
- 2018 – W la Fifa – GionnyScandal
- 2018 – Te e me – GionnyScandal (Singolo)
- 2018 – Cadere Piano – Alessandra Amoroso
- 2018 – Un po' di tempo – Valerio Scanu
- 2018 – Amarsi non serve – Francesca Miola (Singolo)
- 2019 – Ti amo ti odio – GionnyScandal (Singolo)
- 2019 – Un po' come la vita – Patty Pravo (con Briga) (Singolo)
- 2019 – Padroni non ne ho – Patty Pravo
- 2019 – Un giorno perfetto – Patty Pravo
- 2019 – La peccatrice – Patty Pravo
- 2019 – Errore bellissimo – Giacomo Eva (Singolo)
- 2019 – I giorni migliori – Marco Carta (Singolo)
- 2019 – Lontani dal sole – Marco Carta
- 2019 – Shangai – Le Deva (Singolo)
- 2019 – Ciliegie – FEBO (Singolo)
- 2020 – Nel bene e nel male – Matteo Faustini (Singolo)
- 2020 – Vorrei – Matteo Faustini (Singolo)
- 2020 – Chagal – Silvia Salemi (Singolo)
- 2020 – Brillare da sola – Le Deva (Singolo)
- 2020 –   Mea Culpa – Manuela Zero (Singolo)
- 2020 –   Lo stesso cielo – I desideri (Singolo)
- 2021 – La Costola di Adamo - Francesca Miola (Singolo)
- 2021 – Quando ti sei innamorato – Orietta Berti (Singolo)
- 2021 – 1+1 – Matteo Faustini (Singolo)
- 2021 – I sogni nelle tasche – Silvia Salemi (Singolo)
- 2021 –  Quelle navi – Vittorio De Scalzi  (Singolo)
- 2021 –  Luna Piena - Orietta Berti (Singolo)
- 2021 –  Per donare - Matteo Faustini (Singolo)
- 2022 –  L'ultima parola - Matteo Faustini (Singolo)
- 2022 –  Videogames - Bianca Atzei (Singolo)[43]
- 2022 –  Tu pensala come vuoi - Emanuele Corvaglia[44] (Singolo)
- 2022 –  Le stelle - Bianca Atzei e Arisa
- 2022 –  La televisione - Bianca Atzei e Briga
- 2022 – Giuragiuda - Le Deva (Singolo)
- 2022 – Sesso romantico - Marco Carta (Singolo)
- 2022 – Noi contro di noi - Silvia Salemi (Singolo)
- 2022 –  3 livelli - Matteo Faustini (Singolo)[21]
- 2022 – Pocahontas - Federica Marinari (Singolo)[18][19][20]
- 2022 – (Forse) Non mi basti più - Marco Carta (Singolo)[45]
- 2022 – Tua Amelie - Noor (Singolo)
- 2022 - Non so più l'amore - Francesca Miola (Singolo)[46]
- 2022 - Sensibile - Matteo Faustini (Singolo)
- 2022 - Autogol - Matteo Faustini
- 2023 - Fiori su Marte - Le Deva (Singolo)
- 2023 - Supernova - Marco Carta (Singolo)
- 2023 - Tempesta - Kimono (Singolo)
- 2023 - Faro di notte - Silvia Salemi (Singolo)[47]
- 2023 - In ostaggio - Kimono (Singolo)
- 2023 - Cattive - Noor (Singolo)
- 2023 - Su di me - Edoardo Brogi (Singolo)
- 2024 - Piena di se- Kimono (singolo)
- 2024 - Astronave- Noor (Singolo)
- 2024 - Bang- Mietta (Singolo)
- 2024 - Voragine- Marco Carta
- 2024 - Amore Eterno- Silvia Salemi
- 2024 - Fiori nei Jeans- Silvia Salemi
- 2024 - Animali Umani- Silvia Salemi
- 2024 - Amore Stop- Le Deva
- 2024 - Stelle cadenti - Lola Ponce

- 2024 - Estrellas fugaces - Lola Ponce
- 2024 - Parafulmini - Kimono
- 2024 - Leggera - Kimono
- 2024 - Maledetto logico - Le Deva
- 2024 - Salto mortale - Thomas
- 2025 - Malafemmena - Verdiana
- 2025 - Controluce - Aria
- 2025 - Pelle Diamante - Marcella Bella
- 2025 - Coralli - Silvia Salemi
- 2025 - Solo fantasia - Marco Carta

## Partecipazioni come autore al Festival di Sanremo
- Sanremo Giovani 2018 - Amarsi non serve - Francesca Miola (Marco Rettani - Zibba - Stefano Paviani)
- Festival di Sanremo 2019 - Un po' come la vita - Patty Pravo in coppia con il rapper Briga (Marco Rettani – Diego Calvetti – Zibba - Briga)
- Festival di Sanremo 2020 - Nel bene e nel male - Matteo Faustini (Marco Rettani – Matteo Faustini), vincitore del premio Lunezia per le giovani proposte per il valore letterario del testo[48]
- Festival di Sanremo 2021 - Quando ti sei innamorato - Orietta Berti (Marco Rettani – Francesco Boccia – Ciro Esposito)
- Festival di Sanremo 2022 - Orietta Berti nella qualità di super ospite della manifestazione presenta alla serata finale: Luna Piena (Marco Rettani - Rosa Luini - Andrea Ferrara - pezzo prodotto da Hell Raton)
- Sanremo Giovani 2022  con la canzone Tua Amelie l'esordiente artista Noor si qualifica tra i 12 finalista del concorso (pezzo scritto in collaborazione con la stessa Noor, Marcio, Palmosi e Di Gregorio)[49]
- Festival di Sanremo 2025 con la canzone Pelle Diamante cantata da Marcella Bella e scritto assieme alla stessa cantante, assieme a Cirenga e Simoncini.